# Yvon Ambroise
Yvon Ambroise (ur. 30 sierpnia 1942 w Pondicherry) – indyjski duchowny rzymskokatolicki, w latach 2005-2019 biskup Tuticorin.

## Życiorys
Święcenia kapłańskie przyjął 23 grudnia 1967 i został inkardynowany do archidiecezji Pondicherry i Cuddalore. Był m.in. diecezjalnym dyrektorem Papieskich Dzieł Misyjnych, duszpasterzem studentów i ludzi pracy, dyrektorem wykonawczym Caritas w Indiach oraz koordynatorem regionalnym tejże organizacji.
19 marca 2005 papież Jan Paweł II mianował go biskupem diecezji Tuticorin. Sakry biskupiej udzielił mu 18 maja 2005 abp Pedro López Quintana.
17 stycznia 2019 przeszedł na emeryturę.